# Renate Hürtgen

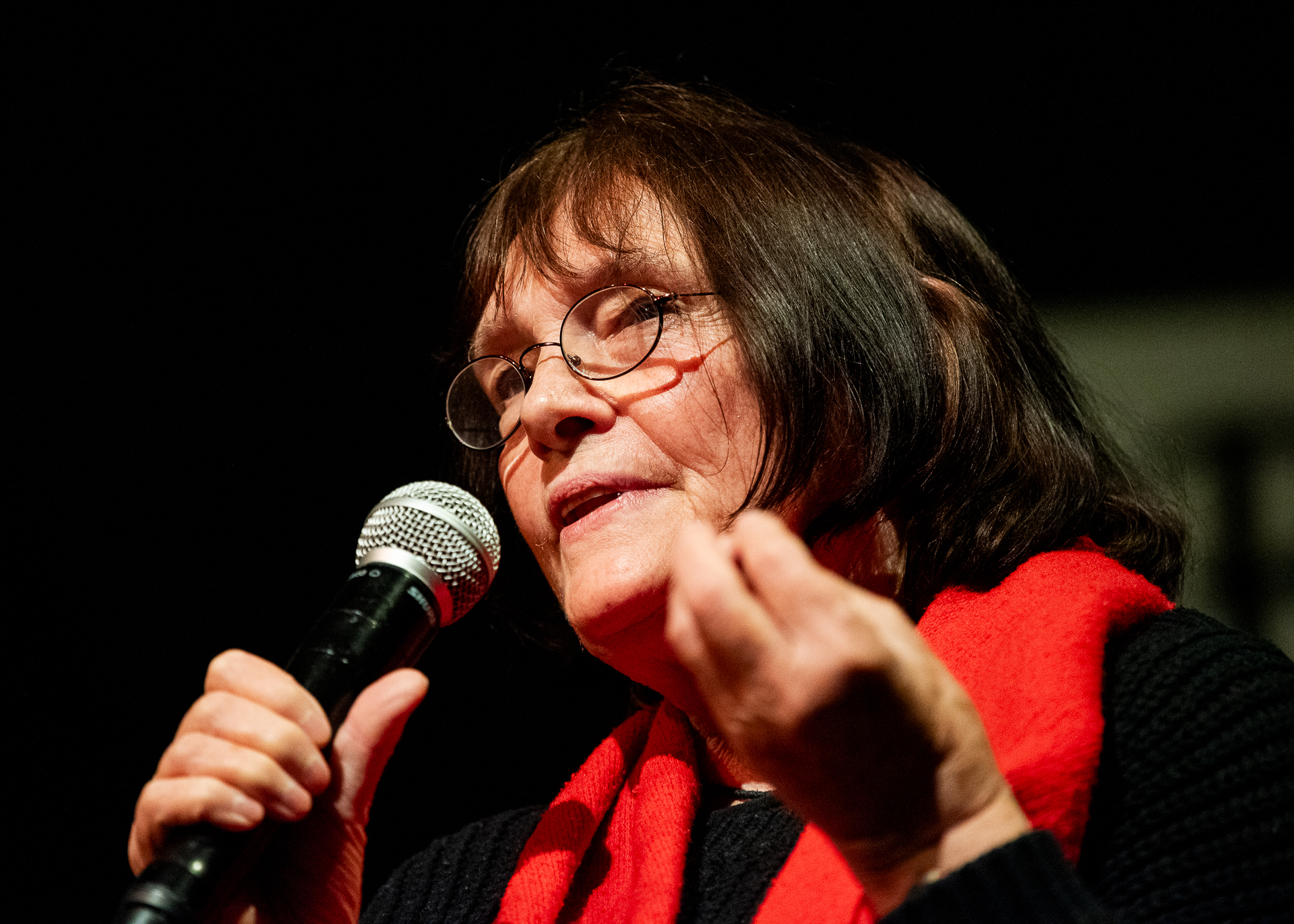
Renate Hürtgen, 2023

Renate Hürtgen, geboren Renate Müller (* 7. November 1947 in Berlin), ist eine deutsche Historikerin, Philosophin und Bürgerrechtlerin. Sie engagierte sich in der DDR-Opposition und war 1989/90 Mitbegründerin der Initiative für Unabhängige Gewerkschaften (IUG).

## Leben
Renate Hürtgen, geb. Müller, besuchte von 1953 bis 1963 eine zehnklassige Polytechnische Oberschule in Berlin-Karlshorst. Anschließend absolvierte sie eine Fachschulausbildung am Lehrerbildungsinstitut in Berlin-Köpenick, die sie als Unterstufenlehrerin beendete. Nach kurzer Tätigkeit in diesem Beruf begann sie ein Studium der Kulturwissenschaften und Ästhetik an der Humboldt-Universität zu Berlin (HUB), wo sie 1978 zum Thema Die Sozialismusauffassung des französischen utopischen Sozialisten Charles Fourier promovierte. Aufgrund der Weitergabe des Ursprungsmanuskriptes des später im Westen veröffentlichten Buches Die Alternative von Rudolf Bahro mussten sie und ihr damaliger Ehemann, Joachim Hürtgen, die HUB verlassen. Renate Hürtgen erhielt eine Anstellung als Kulturreferentin an der Hochschule für Ökonomie Berlin. Nach drei Jahren in dieser Tätigkeit wurde sie 1980 als wissenschaftliche Mitarbeiterin im Bereich Philosophiegeschichte des Zentralinstituts für Philosophie der Akademie der Wissenschaften der DDR eingestellt. Dort arbeitete sie bis zu deren Auflösung 1992, wo sie zur französischen und deutschen Aufklärung forschte, ohne als parteilose Wissenschaftlerin bis 1989 jemals die Möglichkeit einer Publikation ihrer Arbeiten erhalten zu haben.
Seit 1987 waren Renate und Joachim Hürtgen im oppositionellen Friedenskreis Friedrichsfelde engagiert, in dem bekannte DDR-Bürgerrechtler wie Thomas Klein oder Reinhard Schult aktiv waren. Hier war Hürtgen u. a. 1988 an der Vorbereitung eines von Ost- und Westberliner Aktivisten gemeinsam organisierten Anti-IWF-Kongresses beteiligt. Am 27. Oktober 1989 gehörte sie mit Bernd Gehrke, Joachim Hürtgen und Thomas Klein zur Gründungsgruppe des kurzlebigen oppositionellen Robert-Havemann-Kreises im Kulturbund der DDR, in dem Angehörige der Opposition und kritische SED-Mitglieder zusammen für eine Demokratisierung der DDR wirkten. Renate Hürtgen war dessen stellvertretende Vorsitzende.
Im Oktober 1989 gründete Renate Hürtgen zusammen mit Joachim Hürtgen und anderen DDR-Oppositionellen die Initiative für unabhängige Gewerkschaften (IUG). Die IUG wurde einer breiten Öffentlichkeit bekannt, als der Schriftsteller und Theaterregisseur Heiner Müller den von Hürtgen verfassten Aufruf der Initiative während der vom DDR-Fernsehen übertragenen Alexanderplatz-Demonstration am 4. November 1989 verlas, an der eine halbe Million Menschen teilnahm.
Nachdem mit der Intervention der DGB-Gewerkschaften in der DDR seit Februar 1990 und dem Übertritt der meisten FDGB-Mitglieder in diese Gewerkschaften die Ziele der basisdemokratisch orientierten IUG auf eine eigenständige antibürokratische Gewerkschaftsbewegung gescheitert waren, startete eine kleine Gruppe der IUG unter Leitung von Hürtgen im Mai 1990 eine neue Initiative für eine kritische Begleitung der deutschen Gewerkschaftseinheit durch Betriebs- und Gewerkschaftsaktivisten aus der DDR-Opposition und aus Westberlin. Daraus entstand im Juni 1990 die Initiative für Kritische Gewerkschaftsarbeit (IKG). Im Dezember 1990 rief Hürtgen zusammen mit Ostberliner Betriebs- und Gewerkschaftsaktivisten, darunter Angehörigen der Ostberliner Vereinigten Linken sowie des Bereichs Arbeit der Westberliner Alternativen Liste, das Bündnis Kritischer Gewerkschafter/innen Ost/West (BKG) ins Leben. Bis 1997 begleitete dieses Bündnis, in dem ein breites Spektrum linker Betriebsaktivisten engagiert war, kritisch den Aufbau der Westgewerkschaften im Osten, die betrieblichen Kämpfe der Belegschaften gegen die Treuhandpolitik und organisierte zahlreiche Solidaritätsaktionen für kämpferische Belegschaften in Ost und West, so 1993 für die Bergleute der Kaligrube Thomas Müntzer in Bischofferode.
Seit dem Ende des BKG ist Renate Hürtgen weiter in der sozialen Basisbewegung aktiv. 1999 gehörte sie zu den Initiatoren eines Boykottaufrufs gegen den Kosovokrieg, der ihr eine Anklage wegen des Aufrufes an die Soldaten zum Desertieren eintrug; das Verfahren vor dem Landgericht Berlin endete jedoch mit einem Freispruch. 2003 war sie eine der Initiatorinnen des ersten in Berlin gegründeten Anti-Hartz-Bündnisses und der danach republikweit entstandenen Bewegung gegen die Einführung von Hartz IV; 2004 war sie aktiv an den Berliner Montagsdemonstrationen sowie an der Organisation einer bundesweiten Großdemonstration gegen Sozialabbau in Berlin beteiligt, an der 110.000 Menschen teilnahmen. Ebenfalls beteiligte sie sich an einer Solidaritätsgruppe für die Ver.di-Streikaktivistin Barbara Emme, die als Kaisers-Kassiererin „Emmely“  bekannt wurde, weil sie sich erfolgreich gegen ihre Entlassung unter dem Vorwand wehrte, einen Pfandbon im Wert von 1,30 Euro gestohlen zu haben.
Hürtgen ist Mitglied im Kuratorium der Stiftung Menschenwürde und Arbeitswelt sowie im Kuratorium der Stiftung Haus der Demokratie und Menschenrechte in Berlin. Seit 2003 wirkt sie gemeinsam mit Bernd Gehrke und Willi Hajek im Arbeitskreis Geschichte sozialer Bewegungen Ost-West, zu dessen Mitbegründern auch Richard Herding gehörte. Dieser Arbeitskreis hat seinen Sitz im Haus der Demokratie und Menschenrechte, wo er zahlreiche Bildungsveranstaltungen für die Bewegungslinke organisiert. Als kritische Gewerkschafterin unterstützt Hürtgen weltweit agierende Basisinitiativen, die ihre Rechte selbstbestimmt verteidigen. Sie gehört zum erweiterten Redaktionskreis der sozialistischen Betriebs- und Gewerkschaftszeitung express.
Renate Hürtgen schrieb in den 1980er Jahren Hörspiele; sie gehört zum Gründungskreis des 1990 neu gegründeten Verlages Henschel Schauspiel.

## Wissenschaft
Nach der Auflösung der Akademie der Wissenschaften der DDR arbeitete Renate Hürtgen an verschiedenen Wissenschaftsprojekten zu den Themen „Transformation von Gewerkschaften in den neuen Bundesländern“ sowie „Frauen aus den neuen Bundesländern“. Daraus entstand u. a. ihr Buch Frauenwende – Wendefrauen. Zwischen 1997 und 2012 war sie wissenschaftliche Mitarbeiterin am Zentrum für Zeithistorische Forschung in Potsdam. Ihre Themen waren und sind die Geschichte der Arbeiter und Angestellten in der DDR, Alltag und Herrschaftsbeziehungen im DDR-Betrieb, die Situation von Frauen in der DDR, die Rolle der Staatssicherheit im DDR-Alltag, die Ereignisse vom Herbst 1989 in der DDR und der Charakter der „Wende“. Zu diesen Themen veröffentlichte sie mehrere Bücher und zahlreiche Beiträge in Sammelbänden. Zuletzt erschien von ihr 2014 eine Monographie über die DDR-Antragsstellen auf Ausreise aus der DDR des Kreises Halberstadt. Ihre Bücher und die zahlreichen Artikel versteht sie als Beitrag zu einer Gesellschaftsgeschichte der DDR. Darüber hinaus publiziert sie zu Themen einer emanzipatorischen Gesellschaft.

## Werke

### Monographien/Herausgeberin
- FrauenWende – WendeFrauen. Frauen in den ersten betrieblichen Interessenvertretungen der neuen Bundesländer. Verlag Westfälisches Dampfboot, Münster 1997.
- mit Bernd Gehrke (Hrsg.): Der betriebliche Aufbruch im Herbst 1989: die unbekannte Seite der DDR-Revolution. Diskussion –Analysen – Dokumente. Bildungswerk Berlin der HBS, Berlin 2001.
- mit Thomas Reichel (Hrsg.): Der Schein der Stabilität – „DDR-Betriebsalltag in der Ãra Honecker“. Metropol Verlag, Berlin 2001.
- Zwischen Disziplinierung und Partizipation. Vertrauensleute des FDGB im DDR-Betrieb. Böhlau, Köln/Weimar/Wien 2005.
- Angestellt im VEB. Loyalitäten, Machtressourcen und soziale Lagen der Industrieangestellten in der DDR. Verlag Westfälisches Dampfboot, Münster 2009.
- Ausreise per Antrag: Der lange Weg nach drüben. Eine Studie über Herrschaft und Alltag in der DDR-Provinz. Analysen und Dokumente, Band 36. Vandenhoeck & Ruprecht, Göttingen 2014.

### Artikel (Auswahl)
- Der Aufbau von Gewerkschaften im Stadtraum Frankfurt (Oder). In: Umbruch. Beiträge zur sozialen Transformation. Studien – Analysen – Standpunkte, Nr. 9, hrsg. vom Sozialwissenschaftlichen Forschungszentrum Berlin-Brandenburg e.V., Berlin 1996.
- Die Erfahrung laß ick mir nicht nehmen! Demokratieversuche der Belegschaften in den DDR-Betrieben zwischen Oktober 1989 und Januar 1990. In: Bernd Gehrke, Wolfgang Rüddenklau (Hg.): …das war doch nicht unsere Alternative. DDR-Oppositionelle zehn Jahre nach der Wende. Verlag Westfälisches Dampfboot, Münster 1999, S. 200–221.
- Entwicklung in der Stagnation? Oder: Was ist so spannend am Betriebsalltag der 70er und 80er Jahre in der DDR? In: Renate Hürtgen, Thomas Reichel (Hrsg.): Der Schein der Stabilität – DDR-Betriebsalltag in der Ãra Honecker. Metropol Verlag, Berlin 2001.
- Wie Heiner Müller am 4. November 1989 zu seiner Rede auf dem Alexanderplatz kam. In: Bernd Gehrke, Renate Hürtgen (Hg.): Der betriebliche Aufbruch im Herbst 1989: Die unbekannte Seite der DDR-Revolution. Diskussion-Analysen-Dokumente. Bildungswerk Berlin der HBS, Berlin 2001, S. 165–167.
- „Keiner hatte Ahnung von Demokratie, im Betrieb sowieso nicht.“ Vom kollektiven Widerstand zur Eingabe oder Warum die Belegschaften 1989 am Anfang eines Neubeginns standen. In: Bernd Gehrke, Renate Hürtgen (Hg.): Der betriebliche Aufbruch im Herbst 1989: Die unbekannte Seite der DDR-Revolution. Diskussion-Analysen-Dokumente. Bildungswerk Berlin der HBS, Berlin 2001, S. 183–203.
- Vertrauensleute des FDGB in den siebziger und achtziger Jahren: Funktionslos im großen Funktionärsstaat DDR? In: Till Kössler, Helke Stadtland (Hg.): Vom Funktionieren der Funktionäre. Politische Interessenvertretung und gesellschaftliche Integration in Deutschland nach 1933. Klartext Verlag, Essen 2004, S. 157–178.
- Die rechte Hand des MfS im Betrieb – der Sicherheitsbeauftragte. In: Potsdamer Bulletin für Zeithistorische Studien, Nr. 32/33, November/Dezember 2004, S. 38–44.
- Der DDR-Betrieb als konflikt- und herrschaftsfreie Zone? Zum Konfliktverhalten von Arbeitern in den siebziger und achtziger Jahren. In: Hermann-J-Rupieper, Friederike Sattler, Georg Wagner-Kyora (Hrsg.): Die mitteldeutsche Chemieindustrie und ihre Arbeiter im 20. Jahrhundert. Mitteldeutscher Verlag, Halle 2005, S. 259–286.
- Konfliktverhalten der DDR-Arbeiterschaft und Staatsrepression im Wandel. In: Peter Hübner, Christoph Kleßmann, Klaus Tenfelde (Hg.): Arbeiter im Staatssozialismus. Ideologischer Anspruch und soziale Wirklichkeit. Böhlau Verlag, Köln/Weimar/Wien 2005, S. 383–403.
- Angestellte im DDR-Industriebetrieb und ihr Verhältnis zu den Arbeitern. In: Deutschland Archiv 2/2006, S. 225–235.
- Stasi in der Produktion. Umfang, Ausmaß und Wirkung geheimpolizeilicher Kontrolle im DDR-Betrieb. In: Jens Giesecke (Hg.): Staatssicherheit und Gesellschaft. Studien zum Herrschaftsalltag in der DDR. Vandenhoeck & Ruprecht, Göttingen 2007, S. 295–317.
- Vergesellschaftung und Partizipation oder: Was findet man auf der Suche nach sozialistischen Alternativen im VEB? In: PROKLA 155 (2009), S. 325–343.
- Wie sozialistisch war der real-existierende Sozialismus? Oder: Es ist nicht immer drin, was draufsteht. In: Selbsthilfegruppe Ei des Kommunismus (SEK). Was tun mit Kommunismus?! Kapitalismus – Realexistierender Sozialismus – Konkrete Utopien heute. Unrast Verlag, Münster 2013, S. 170–187.
- Niedergang und Neuanfang einer autonomen Arbeiterbewegung in der DDR. In: Durch Nacht zum Licht? Geschichte der Arbeiterbewegung 1863–2013. Katalog zur Großen Landesausstellung 2013, hrsg. vom Technoseum, Mannheim 2013, S. 287–307.
- Das Wunder von Halberstadt. In: Herbst 1989 in der DDR-Provinz. hefte zur ddr-geschichte, hg. von Helle Panke, Berlin 2015, S. 32–49.
- Mehr als ein Tabubruch: Linke Geschichte vor einem Neuanfang. In: AutorInnenkollektiv Loukanikos (Hg.): History is unwritten. Linke Geschichtspolitik und kritische Wissenschaft. edition assemblage, Münster 2015, S. 287–298.

## Belege
- Erhart Neubert: Geschichte der Opposition in der DDR 1949–1989. Berlin 1997, S. 733.
- Leonore Ansorg, Renate Hürtgen: „Aber jetzt gibt es Initiative Leute und die müßte man eigentlich alle an einen Tisch Bringen.“ Die Arbeit der Initiative für Unabhängige Gewerkschaften (IUG) von Oktober 1989 bis Oktober 1990. Darstellung und Dokumente. Berliner Arbeitshefte und Berichte zur Sozialwissenschaftlichen Forschung, Freie Universität Berlin, Zentralinstitut für sozialwissenschaftliche Forschung, 1992.
- Erhart Neubert: Geschichte der Opposition in der DDR 1949–1989. Berlin 1997, S. 849.
- Martin Jander: »Formierung und Krise der DDR-Opposition«. Die Initiative für unabhängige Gewerkschaften. Dissidenten zwischen Demokratie und Romantik. Akademie Verlag, Berlin 1996.
- Bernd Gehrke: Aufbruch und Abbruch der Initiative für unabhängige Gewerkschaften in der Wende-DDR 1989/90 oder Martin Jander’s Abwicklung der DDR-Opposition, Teil 1 bis Teil 4.1. Zeitschrift Telegraph, Ostberlin, Nr. 8–9/1996 – 1/1997 (eine kurze Geschichte der IUG findet sich in Teil 1, Telegraph 8-9/1996, S. 54–63).
- Bernd Gehrke: Der FDGB tagt hinter verschlossenen Türen – Wir reden und handeln offen! Eine Lesehilfe für die Dokumente der innerbetrieblichen „Wende“. In: Bernd Gehrke, Renate Hürtgen: Der betriebliche Aufbruch im Herbst 1989: Die unbekannte Seite der DDR-Revolution. Diskussion – Analysen – Dokumente. Bildungswerk Berlin der Heinrich-Böll-Stiftung, Berlin 2001, S. 288–320 (online).
- Renate Hürtgen: Wie Heiner Müller zu seiner Rede am 4. November 1989 auf dem Alexanderplatz kam. In: Bernd Gehrke, Renate Hürtgen: Der betriebliche Aufbruch im Herbst 1989: Die unbekannte Seite der DDR-Revolution. Diskussion-Analysen-Dokumente. Bildungswerk Berlin der Heinrich-Böll-Stiftung, Berlin 2001, S. 165–167.
- Cornelia Geissler: Kaliwerk Bischofferode. Widerstand gegen das Wirtschaften der Mächtigen. Berliner Zeitung, 30. Juni 2013, abgerufen am 17. August 2017.
- Henry Bernhard: Hungerstreik im Kaliwerk. mdr.de, 8. Juni 2011, abgerufen am 17. August 2017.

| Personendaten    | Personendaten                                           |
| ---------------- | ------------------------------------------------------- |
| NAME             | Hürtgen, Renate                                         |
| ALTERNATIVNAMEN  | Müller, Renate (Geburtsname)                            |
| KURZBESCHREIBUNG | deutsche Historikerin, Philosophin und Bürgerrechtlerin |
| GEBURTSDATUM     | 7. November 1947                                        |
| GEBURTSORT       | Ost-Berlin                                              |